# Opoziția contra imigrației în România
În mod oficial, statul român este neutru în privința imigrației, susținând totuși în ultimii ani migrația de înlocuire, întrucât forța de muncă din România emigrează în străinătate. 
Imigrația nu a făcut parte din discursul politic, întrucât imigranții din România reprezintă puțin peste 2% din populația țării (în 2017). Primul politician român cunoscut care a avut un discurs anti-imigrație a fost Traian Băsescu, criticând multiculturalismul românesc, comunitatea musulmană bucureșteană și cotele de refugiați impuse de Uniunea Europeană, unii experți considerând discursul acestuia ca fiind populist. De asemenea, mai mulți membri ai Partidului Mișcarea Populară, cum ar fi Eugen Tomac sau Mihail Neamțu, au folosit în discursurile lor retorici anti-imigraționiste populiste. Discursul anti-imigraționist mai este folosit de alte partide naționaliste, cum ar fi Partidul România Unită, Alianța pentru Unirea Românilor, Partidul Neamului Românesc, Partidul Alternativa Dreaptă sau Noua Dreaptă.

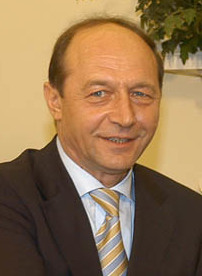
Traian Băsescu, fostul președinte al României, un adversar vehement al imigrației către România

Cu toate acestea, mai mulți imigranți din România au declarat că majoritatea românilor nu sunt ostili în privința imigranților. Totuși, au existat incidente xenofobe, cum ar fi cel din Ditrău.